# Damián Cabrera
Antonio Damián Cabrera Rodríguez (Asunción, 22 de agosto de 1984) es un escritor y editor paraguayo. Fue el ganador en 2012 del Premio Roque Gaona, por su novela Xirú.

## Biografía
Nació en la ciudad de Asunción, pero a corta edad se mudó a la zona del Alto Paraná. Realizó sus estudios secundarios en el Colegio Salesiano María Auxiliadora, en Minga Guazú, y los superiores en la Universidad Nacional del Este, donde obtuvo en 2008 el título de licenciado en letras. Posteriormente obtuvo una maestría en filosofía en la Universidad de São Paulo.
Publicó su primera obra en 2006, el libro de cuentos Sh... horas de contar... Durante ese mismo año, creó la revista cultural «El Tereré».
Su siguiente libro fue la novela Xirú, publicada en 2012 por Ediciones de la Ura y con la que ganó el Premio Roque Gaona. En su veredicto, el jurado se refirió a la obra como «un fresco sobre el Paraguay de hoy, el actual con sus conflictos sociales y sus sojales invasivos que conviven con sus viejas supersticiones». La trama tiene lugar en el Alto Paraná, en la frontera entre Paraguay y Brasil, y tiene como protagonistas a cuatro jóvenes: Gabriel, Nelson, Miguel y César. Entre las temáticas de la obra se encuentran la vida en la Triple Frontera, sus costumbres, la mezcla cultural y la homosexualidad.
En 2019 publicó la novela Xe, en la que sigue la historia de un joven y sus viajes de Asunción a Ciudad del Este, acompañado de un motociclista en un trayecto que pronto se vuelve más afectivo y erótico. De acuerdo al autor, el título de la obra hace referencia al símbolo del elemento químico xenón y fue elegido por la popularidad de las luces creadas con este elemento entre los motociclistas.
En 2021, publicó la traducción de la novela La máquina de Josefph Walser, del escritor portugués Gonçalo M. Tavares.

## Obras
- Sh... horas de contar... (2006), cuentos
- Xirú (2012), novela
- Xe (2019), novela
- Ex sylvis (2025), cuentos